# مازدا بي تي-50
مازدا بي تي-50 (بالإنجليزية: Mazda BT-50)‏ هي سيارة من تصنيع شركة مازدا.